# Prędkość średnia
Prędkość średnia – iloraz drogi i czasu, w którym droga ta została pokonana. Prędkość średnia wyrażona jest wzorem
{\displaystyle v_{sr}={\frac {s}{t}},}
gdzie:
{\displaystyle s} – droga pokonana przez ciało w czasie {\displaystyle t.}
Prędkość taką można obliczyć dzieląc wskazania licznika przejechanych kilometrów przez czas pokonania tej drogi. W ruchu jednostajnym prędkość chwilowa, z jaką porusza się ciało, jest równa prędkości średniej.

## Średnia prędkość wektorowa
Wektor prędkości średniej oblicza się dzieląc wektor przesunięcia przez czas, w którym to przesunięcie nastąpiło:
{\displaystyle {\vec {v}}_{sr}={\frac {{\vec {r}}_{k}-{\vec {r}}_{0}}{t}}={\frac {\vec {\Delta r}}{t}},}
gdzie:
{\displaystyle {\vec {r}}_{0}} – wektor położenia początkowego (w chwili {\displaystyle t=0}),
{\displaystyle {\vec {r}}_{k}} – wektor położenia końcowego (w chwili {\displaystyle t}),
{\displaystyle t} – czas w którym nastąpiła zmiana położenia.
Średnia prędkość wektorowa ma wartość mniejszą lub równą prędkości średniej. Obie prędkości są równe tylko wówczas, gdy analizowany ruch jest ruchem prostoliniowym odbywającym się bez zmiany zwrotu ruchu (bez zawracania).